# دهستان دلگان
دهستان دلگان، دهستانی در بخش مرکزی شهرستان دلگان در استان سیستان و بلوچستان ایران است. براساس سرشماری نفوس و مسکن در سال ۱۳۹۵، جمعیت آن ۲۰،۹۹۱ نفر (۵۳۶۳ خانوار) بوده‌است.

## جمعیت
جمعیت این دهستان بر اساس سرشماری نفوس و مسکن در سال ۱۳۹۵ ۲۰۹۹۰ نفر ( ۵۳۶۳ خانوار) بوده است.